# Фішерман Борис Михайлович
Борис Михайлович Фішерман (14 жовтня 1938, Житомир - 25 січня 2023) — український кларнетист, педагог, диригент, Заслужений діяч мистецтв України.

## Життєпис
Народився Борис Фішерман . У 1958 році закінчив Житомирське музичне училище (викладач В.Т. Сухомлинов), у 1968 році – Казанську консерваторію. У 1968-1974 рр. – соліст симфонічного оркестру Омської філармонії, у 1974-1985 рр. – викладач Житомирського культурно-просвітницького училища, а 3 1985 по 2004 – викладач Житомирського музичного училища і диригент духового оркестру. Серед учнів Бориса Михайловича багато талановитих виконавців і педагогів, а саме: лауреат міжнародного конкурсу виконавців на духових інструментах сю Свінцицький (Донецьк, 1999 р.) – головний диригент естрадно-симфонічного оркестру Київської філармонії; В. Горностай – соліст Київського державного оркестру, лауреат республіканського конкурсу (Одеса, 1989 р.); П. Віницький – концертуючий кларнетист оркестру Метрополітен-Опера (США); Ю. Грінах – соліст Президентського оркестру (Київ); М. Покрапивний – директор Житомирського училища культури; Б. Фрідман – випускник Латвійської консерваторії; В. Шляфман – випускник інституту імені Гнесіних (Москва); Є. Турчинський – викладач і диригент оркестру (Ізраїль) та інші. Духовий оркестр під керівництвом Бориса Фішермана двічі (1991 і 1992) отримував найвищі нагороди у конкурсах духових оркестрів у м. Рівному, а у 1996 році на міжнародному конкурсі “Золоті Сурми” (Рівне) став лауреатом (2-ге місце). З 2004 року живе у Нюрнбергу.